# 安東尼·費拉尼
安東尼·維他拉尼（Antoine Viterale，1996年7月1日—），生於香港，意法混血兒，意大利足球運動員，司職前鋒，父親為意大利人而母親則是法國人使他持有雙重國籍兼香港永久居民身份，現時效力瑞士超级足球聯賽球會盧加諾U21。

## 早年生活
安東尼生於香港，父親為意大利人，母親則是法國人，其任職香港港麗酒店高層的父親於十幾年前調來香港工作，使安東尼順理成章在港出生，到他4歲時開始接觸足球，自此於周末與父親踢足球，直至2001年加入香港足球學院，2007年轉投港會青年軍，2008年安東尼考入香港巴塞足球學校，其後獲提升為傑志青年軍。
2010年，由於其父親被邀請到新加坡的一間酒店出任總經理，使安東尼整家移居新加坡，期間在當地球會伊托利爾參與訓練，隨後遠赴意大利球會國際米蘭及帕爾馬試訓，2012年加盟盧加諾U18青年軍，2014年獲西甲球會愛斯賓奴簽約，原本打算留在愛斯賓奴青年軍直到合約完結，但在8月尾時他突然接獲意甲球會基爾禾電話，結果他被基爾禾的誠意打動決定，於2014年9月8日與球會簽下職業合約，首季在B隊維羅納U19作賽。

## 球會生涯
2015年12月15日，安東尼與家人搬到新加坡的公寓，最初他準備為淡濱尼流浪征戰新加坡職業聯賽，但他在訓練期間腳踝韌帶撕裂，直到在2016年5月，他接獲經理人的電話，指另一間當地職業聯賽球會幼獅正在尋找一名前鋒，所以安排安東尼到幼獅接受訓練幾個月，儘管他與當時的球會教練柏積黑森建立了良好的關係，然而安東尼未獲球會開出合約。2016年12月，他加盟新加坡職業聯賽球會後港聯，並於以2–0擊敗幼獅的賽事，首度為球會登場，再在2017年6月20日對菲律賓球會塞列斯的新加坡盃，取得加盟後的首個入球。
2019年3月2日，安東尼在其Facebook宣佈加盟瑞士超級聯賽球會盧加諾足球會。由於加盟之初錯過季前集訓，他與球會磋商後決定先隨U21出戰第5級聯賽以適應比賽頻率。而他由季初至球季暫停前，一共上陣7場並攻入4球。

## 香港足球代表隊
2023年6月5日，港足開操備戰下周作客越南及主場對泰國的國際熱身賽，効力法國第6級球會Quimper FC的翼鋒維他拉尼（Antoine Viterale）現身跟操。港隊主帥安達臣指出，想藉今次機會觀察一下維他拉尼，才讓他決定會否入籍。